# William Murdoch (inżynier)
William Murdoch lub William Murdock (ur. 21 sierpnia 1754 w Old Cumnock, Ayrshire, zm. 15 listopada 1839 w Sycamore Hill, Birmingham) – szkocki inżynier i wynalazca, znany przede wszystkim z zastosowań gazu węglowego do oświetlenia mieszkań oraz z udoskonaleń maszyny parowej Jamesa Watta, jeden z współtwórców rewolucji przemysłowej (zob. Soho House i Lunar Society).

## Życiorys

### Dzieciństwo i młodość
William urodził się w Old Cumnock (Ayrshire) w roku 1754, osiemnaście lat po narodzinach Jamesa Watta (ur. w 1736) szkockiego inżyniera, który rozpoczął wiek pary.
Był drugim synem Johna Murdocka. Nazwiska Murdock i Murdoch były wówczas bardzo popularne we Flandrii i Szkocji. Murdochowie (Murdockowie) zajmowali się przede wszystkim rolnictwem, a poza tym m.in. budową klasztorów i katedr oraz mechaniką. John Murdock był młynarzem, rolnikiem i rzemieślnikiem – pomysłowym producentem maszyn, m.in. stosowanych w młynach.
Matka Williama Murdocha miała nazwisko panieńskie Bruce. Twierdziła, że należy do potomków Roberta I, znanego jako „Waleczne Serce” (ang. Braveheart), wyzwoliciela Szkocji. Do rodziny Williama Murdocha należał też znany szkocki poeta Robert Burns, o 5 lat młodszy od Williama (obaj chłopcy razem uczęszczali do szkoły).
Do 23 roku życia William pracował w zakładzie ojca, m.in. nabierając w warsztacie mechanicznym umiejętności praktycznych oraz projektując nowe urządzenia i budowle.

### Współpraca z Wattem i Boultonem

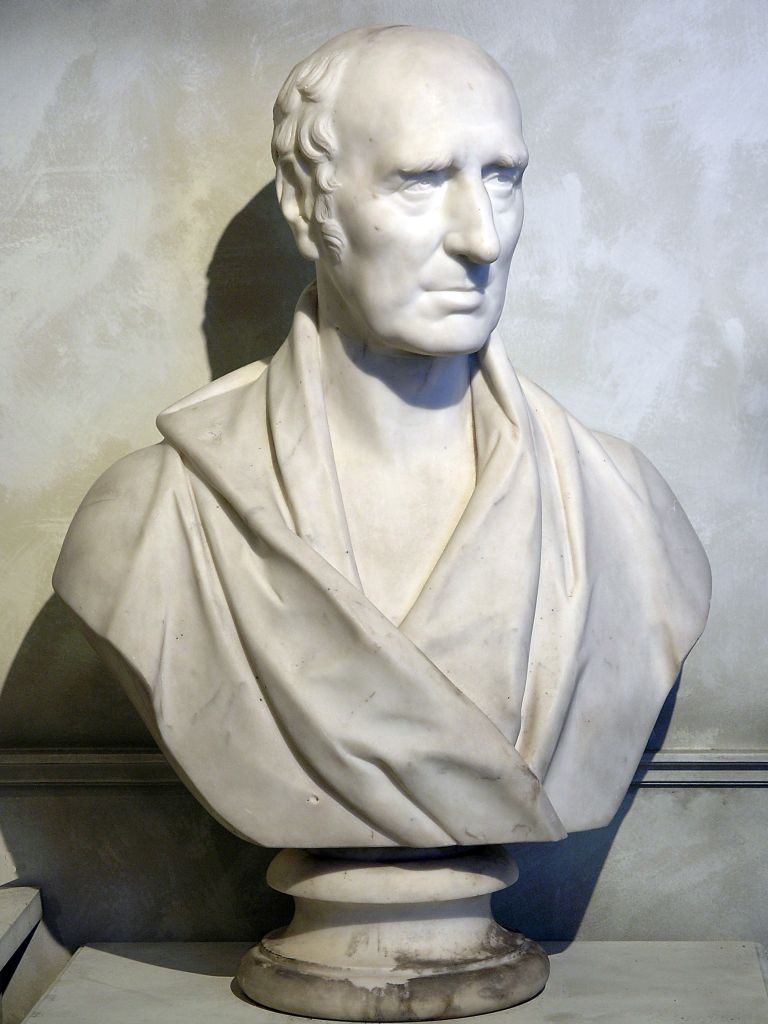
Marble Bust of Murdock by E. G. Papworth

W roku 1777 William Murdoch przeniósł się do Birmingham, szukając możliwości pracy w Soho Manufactory, wytwórni silników parowych angielskiego przemysłowca, Matthew Boultona, realizującego w dużej skali projekty Watta. Spotkał się z uznaniem Watta i Boultona (którzy utworzyli wkrótce spółkę Boulton & Watt). Wspólnicy szybko dostrzegli naturalny talent Murdocha do mechaniki. Powierzyli mu zadanie uruchamiania ich silników w kopalniach Kornwalii.
Silniki produkowane w Soho Manufactory budziły wówczas wielkie zainteresowanie. W roku 1776 Boulton mówił:

I sell here, Sir, what all the world desires to have… POWER.

Zakład odwiedzało w tym czasie wiele znakomitych osobistości, m.in. książę Józef Poniatowski (bratanek króla Polski Stanisława Augusta, wicekról Irlandii, ambasadorowie Francji, Danii, Holandii… Murdoch szybko stał się najbliższym współpracownikiem właścicieli firmy, wobec których był lojalny (nie przyjmował ofert pracy od właścicieli innych firm, które otrzymywał jako wybitny fachowiec).
Wdrażanie silników produkowanych przez Watta i Boultona (funkcja menedżera i technicznego doradcy u klientów) niezupełnie satysfakcjonowało Murdocha. W nielicznych wolnych chwilach prowadził próby skonstruowania pojazdu napędzanego podobnym silnikiem (prawdopodobnie inspiracją były podobne prace Watta). Jego pierwszy model miał wysokość ok. 30–45 cm (ok. 1–1,5 stopy). Był osadzony na trzech kołach i wyposażony w mały miedziany zbiornik na wodę, podgrzewany lampą spirytusową i cylinder o średnicy 3/4 cala (na szczycie boilera) z tłokiem, połączonym z korbowodem. Model Murdoch wypróbował nocą, po powrocie z pracy w kopalni, na drodze koło kościoła w Redruth (wywołując przerażenie proboszcza, który dostrzegł „diabła”, oddychającego ogniem i dymem).
Boulton i Watt odradzali Murdochowi kontynuację tych doświadczeń (uważali, że jest to strata czasu i pieniędzy); wrócił do pracy przy silnikach stacjonarnych. W lutym 1782 roku jego kolejny wynalazek umożliwił Wattowi opatentowanie nowego rozwiązania (ominięcie wcześniejszych zastrzeżeń, dotyczących stosowania korby dzięki systemowi „Sun-and-planet motion”). Zarzucenie przez Murdocha pracy nad pierwszym modelem pojazdu parowego jest też wiązane z osobistymi przeżyciami wynalazcy. W roku 1785 zawarł małżeństwo i zamieszkał z żoną w zakupionym domu w Redruth, przy Cross Street.

### Oświetlenie gazowe
W swoim domu w Redruth (współcześnie muzeum „Murdoch House”) William Murdoch dokonał wynalazku, który przyniósł mu największą sławę. Wykorzystał gazy powstające w czasie pirolizy węgla do konstrukcji przenośnych lamp, ułatwiających nocne wędrówki do kopalni, oraz do oświetlenia domu. Gaz z domowej retorty był kierowany systemem rur do pomieszczeń mieszkalnych i warsztatowych, gdzie był spalany w odpowiednich palnikach. Dom przy Cross Street w Redruth stał się w 1792 roku pierwszym budynkiem z oświetleniem gazowym.
Pierwszym zakładem przemysłowym, który został oświetlony gazem węglowym, była Soho Manufactory, z którą Murdoch nadal współpracował. W roku 1802 zainstalowano w niej 2600 lamp gazowych, a w roku 1806 – 50 lamp oświetliło przędzalnię bawełny firmy Phillips and Lee w Salford koło Manchesteru. Latarnie gazowe pojawiły się też na ulicach Birmingham, Londynu (1804), Paryża (1818), Hanoweru (1824), Berlina (1829). W Londynie końcu roku 1815 latarnie gazowe oświetlały ulice o łącznej długości przekraczającej 40 km.
W roku 1806 William Murdoch został wyróżniony przez Royal Society Medalem Rumforda (uzasadnienie: For his publication of the employment of Gas from Coal, for the purpose of illumination.